# 일본계 캐나다인
일본계 캐나다인(일본어: 日系カナダ人, 영어: Japanese Canadian, 프랑스어: Canadiens japonais)은 캐나다에 이민한 일본인과 그들의 자손을 칭한다.

## 저명한 사람
- 데이비드 스즈키, 캐나다의 방송인이다.

## 같이 보기
- 일본인
- 일본계 미국인